# Carl Borchers (Botaniker)
Georg Heinrich Carl Borchers oder Karl Borchers (geboren 27. April 1811 in Hannover; gestorben 28. September 1872 in Herrenhausen) war ein deutscher Botaniker, Obst-Züchter und königlich-hannoverscher Hof-Gartenmeister.

## Leben
Borchers kam in der sogenannten „Franzosenzeit“ als Sohn in Hannover tätigen königlichen Silberdieners Georg Borchers und der unverheirateten Sophie Heusen zur Welt.
Er durchlief zunächst eine Lehre als Gärtner in den Herrenhäuser Gärten und vertiefte seine Kenntnisse ab 1828 als Gehilfe unter anderem in den Hofgärtnereien von Sanssouci und von Schloss Schönhausen bei Berlin.
Zurück in der Residenzstadt des Königreichs Hannover, trat er 1840 in die königliche Obstbaumplantage in Herrenhausen ein. Dort schuf er 1846 eine Obst-Mutterbaum-Pflanzung, um geeignete Obstsorten für den Anbau in Nord- und Mitteldeutschland zu finden. Für die Zucht untersuchte er dabei die natürlichen Standort-Einflüsse wie Windlage, Bodenart und Wasserversorgung.
Borchers, der auf seinen Reisen unter anderem Anbaugebiete in Deutschland, Belgien, Frankreich und England besuchte, schuf in Herrenhausen eine für die damalige Zeit „hochbedeutungsvolle Birnen-Mutterpflanzung“ aus neu gezüchteten französischen und belgischen Sorten. Unter den von ihm gezüchteten Himbeeren wurden die Sorten „Frühe Herrenhäuser“ und „Herrenhauser Königs-Himbeere“ bekannt.
Ab 1851 wirkte Borchers als Hof-Gartenmeister, ab 1864 als Hofgarteninspektor der königlichen Gärten Hannovers. Ihm unterlagen insbesondere die Beaufsichtigung der Kulturen im Welfengarten, im Großen Garten sowie in den Anlagen des welfischen Fürstenhauses.
Borchers war Mitglied verschiedenen landwirtschaftlichen, pomologischen und gärtnerischer Verbänden.
Carl Borchers war verheiratet mit Elisabeth Henriette Eleonore Schrader, mit der er 5 Kinder hatte; vier Töchter und einen Sohn.
Er starb 1872 in Herrenhausen im Alter von 61 Jahren.

## Werke

### Schriften
- Beschreibung neuer empfehlenswerther Getreidearten so wie der mehrjährigen Anbauversuche, welche mit denselben auf Veranlassung des Gewerbe-Vereins für das Königreich Hannover statt gefunden haben, Weißensee: Großmann, 1839
- Die Mistbeettreiberei …, 1840 und 1861[1]
- in: Verhandlungen des Vereines zur Beförderung des Gartenbaues in den Königlich Preussischen Staaten:
  - Die Kultur des Bergreises Oryza montana, 1854[1]
  - Über die Yams-Batate, 1855[1]
  - Über Trüffelanbau, 1856[1]
- Über die von den deutschen Pomologen und Obstzüchtern empfohlenen Obstsorten, in: Monatsschrift für Pomologie und praktischen Obstbau, 1862[1]
- Anleitung zur Vervollkommnung des Obstbaues im nördlichen und mittleren Deutschland, oder Einrichtung und Unterhaltung von Obstgärten, Pflanzung, Pflege, Schnitt und Behandlung der verschiedensten, jungen und älteren Obstbäume und Frucht-Gesträuche. Krankheiten der Obstbäume und ihre Heilung. Schädliche Insecten und ihre Verminderung oder Vertilgung. Aufbewahrung und vielseitige Benutzung des Obstes etc. mit näherer Bezeichnung und Beschreibung von Obstsorten welche in der Königl. Obstbaum-Plantage zu Herrenhausen als besonders wertvoll erprobt und deshalb zu weiterer Verbreitung zu empfehlen sind, Hannover: Hahnsche Hof-Buchhandlung, 1863
- Zustand des Obstbaues und Vervollkommnung desselben …, in: Hamburger Garten- und Blumenzeitung, 1865[1]